# Schizosaccharomycetaceae
El Schizosaccharomycetaceae es una familia de levaduras dentro del orden Schizosaccharomycetales.